# Luis de Carvajal (el Mozo)
Luis de Carvajal el Mozo (Benavente, Zamora, 1566 - Ciudad de México, 8 de diciembre de 1596) fue un comerciante y poeta novohispano, destacado miembro de la extinta comunidad de marranos (denominación que se empleaba para los cristianos nuevos de los que se sospechaba que «judaizaban», es decir, que mantenían prácticas de la religión judía) que consiguieron establecerse en América durante la colonización española. Se le considera el primer escritor judío de América.

## Biografía
Era leonés de nacimiento, hijo de Francisco Rodríguez de Matos y Francisca de Carvajal y sobrino de Luis de Carvajal y de la Cueva (cristianos nuevos de origen portugués). Utilizaba el apellido de su madre ya viuda como es la costumbre portuguesa pero también aparece escrito como "Núñez de Carvajal" y con la forma "Carabajal". Para distinguirle de su tío se le añadía el sobrenombre de "el Mozo". En los documentos aparece siempre como soltero. Se identificaba profesionalmente como tratante (traficante de esclavos).
Pasó con su familia al Nuevo Mundo, donde tuvieron un importante papel en la fundación de Monterrey. Su tío era el gobernador del Nuevo Reino de León.
Procesado por la Inquisición, fue reconciliado el 24 de febrero de 1590, siendo condenado a prisión perpetua en el hospital de lunáticos de San Hipólito, en la capital mexicana. El 9 de febrero de 1595 fue vuelto a procesar por relapso; durante la tortura, según los registros judiciales, testificó contra su madre y hermanas. En una de las sesiones de su juicio (la del 25 de febrero), se le mostró un libro manuscrito autobiográfico, que reconoció como suyo, que comenzaba con las palabras: "En el nombre del Señor de los Ejércitos", traducción castellana de la invocación hebrea be shem Adonay Zebaot. El 8 de febrero de 1596 fue puesto al fuego en la parrilla desde las nueve y media de la mañana hasta las dos de la tarde; durante la tortura, denunció al menos a 121 personas, aunque posteriormente se retractó de esa confesión. Para evitar nuevas torturas, se arrojó por una ventana. Murió diez meses después, por garrote, y su cuerpo fue quemado en un auto de fe posterior, el 8 de diciembre de 1596.
Junto con su hermano Baltasar de Carvajal compuso himnos y endechas para fiestas judías, uno de ellos, una clase de viddui (confesión de pecados) en forma de soneto, se reproduce en El libro rojo (1870), del escritor mexicano Vicente Riva Palacio (1832-1896).[cita requerida]
En los documentos de su segundo proceso, además de como poeta, aparece como un gran latinista, erudito de las Escrituras, y fervoroso creyente de la religión judía, incluso místico o iluminado. Cambió su nombre por el de José Lumbroso o Joseph Lumbroso.